# Xenorhina gigantea
Espèce
Synonymes
- Xenobatrachus giganteus (Van Kampen, 1915)

Statut de conservation UICN

 DD  : Données insuffisantes
Xenorhina gigantea est une espèce d'amphibiens de la famille des Microhylidae.

## Répartition
Cette espèce est endémique du centre de la province indonésienne de Papouasie en Nouvelle-Guinée occidentale. Elle est présente de 1 700 à 2 400 m d'altitude,.

## Publication originale
- Van Kampen, Amphibien von Neu-Guinea. Résultats de l'expédition scientifique néerlandaise à la Nouvelle-Guinée en 1912 et 1913 sous les auspices de Alphons Franssen Herderschee, Nova Guinea, vol. 13, 1915, p. 39-41 (texte intégral).